# August Foerste
August Frederick Foerste, född 7 maj 1862, död 23 april 1936, var en amerikansk paleontolog och geolog.
August Foerste var lärare vid Steel High School i Dayton 1893–1932, därefter assistent i paleontologi vid National Museum i Washington. Som kännare av fossila cefalopoder var Foerste en av de främsta och utgav ett mängd arbeten rörande nämnda grupp. Dessutom behandlade han fossila faunor i allmänhet, i första hand från ordovicium och silur.